# Saison 2012-2013 du LOSC Lille
Maillots
Chronologie
Saison précédente Saison suivante
La saison 2012-2013 du LOSC Lille est la cinquante-troisième saison du club nordiste en première division du championnat de France, la treizième consécutive du club au sommet de la hiérarchie du football français. 
Cette saison est marquée par plusieurs changements dont le plus important est le déménagement du club au Grand Stade Lille Métropole de plus de 50 000 places, troisième plus grand stade de France. Le club change également de nom (de LOSC Lille Métropole à LOSC) et de logo.
En plus des compétitions domestiques (Ligue 1, coupe de France et coupe de la Ligue), le club va participer pour une deuxième fois de suite à la Ligue des Champions. Finissant troisième du précédent championnat, l'entrée en lice du LOSC dans la compétition se fait au niveau des barrages.

## Avant-saison

### Transferts
| Nom               | Nationalité   | Transfert                        | Provenance/Destination     | Division           |
| ----------------- | ------------- | -------------------------------- | -------------------------- | ------------------ |
| Arrivées          |               |                                  |                            |                    |
| Marvin Martin     | France        | Transfert (10 millions d'euros)  | FC Sochaux-Montbéliard     | Ligue 1            |
| Steeve Elana      | France        | Fin de contrat                   | Stade brestois 29          | Ligue 1            |
| Viktor Klonaridis | Belgique      | Transfert (1 million d'euros)    | AEK Athènes                | Superleague Elláda |
| Salomon Kalou     | Côte d'Ivoire | Fin de contrat                   | Chelsea                    | Premier League     |
| Djibril Sidibé    | France        | Transfert (2,5 millions d'euros) | ES Troyes AC               | Ligue 1            |
| Ryan Mendes       | Cap-Vert      | Transfert (3 millions d'euros)   | Le Havre AC                | Ligue 2            |
| Départs           |               |                                  |                            |                    |
| Alexandre Oukidja | France        | Prêt                             | Royal Mouscron-Peruwelz    | Division 2         |
| Arnaud Souquet    | France        | Prêt                             | Royal Mouscron-Peruwelz    | Division 2         |
| John Jaïro Ruiz   | Costa Rica    | Prêt                             | Royal Mouscron-Peruwelz    | Division 2         |
| Ireneusz Jeleń    | Pologne       | Fin de contrat                   | Podbeskidzie Bielsko-Biała | Ekstraklasa        |
| Eden Hazard       | Belgique      | Transfert (40 millions d'euros)  | Chelsea                    | Premier League     |
| Vincent Enyeama   | Nigeria       | Prêt                             | Maccabi Tel-Aviv           | Ligat Toto         |
| Pape Souaré       | Sénégal       | Prêt                             | Stade de Reims             | Ligue 1            |

| Nom              | Nationalité | Transfert                        | Provenance/Destination | Division       |
| ---------------- | ----------- | -------------------------------- | ---------------------- | -------------- |
| Arrivées         |             |                                  |                        |                |
| Soualiho Meïté   | France      | Transfert (1,5 million d'euros)  | AJ Auxerre             | Ligue 2        |
| Florian Thauvin  | France      | Transfert (3.5 millions d'euros) | SC Bastia              | Ligue 1        |
| Départs          |             |                                  |                        |                |
| Mickaël Landreau | France      | Résiliation de contrat           | SC Bastia              | Ligue 1        |
| Mathieu Debuchy  | France      | Transfert (6,2 millions d'euros) | Newcastle United       | Premier League |
| Jerry Vandam     | France      | Transfert gratuit                | FC Malines             | Division 1     |
| Soualiho Meïté   | France      | Prêt                             | AJ Auxerre             | Ligue 2        |
| Florian Thauvin  | France      | Prêt                             | SC Bastia              | Ligue 1        |

### Préparation d'avant-saison
Sur les rencontres jouées par le LOSC pour sa préparation d'avant-saison, le club s'impose à cinq reprises et concède le nul une seule fois. Après un succès au Havre, dans la nouvelle enceinte du HAC, les Dogues et les Portugais du Benfica Lisbonne se neutralisent à Metz. Suivent quatre succès de rang pour les Lillois, contre le promu en Ligue 1 l'ES Troyes AC, Mont-de-Marsan, le finaliste de la Ligue Europa l'Athletic Bilbao puis contre le Stade rennais en conclusion.

## Compétitions

### Championnat
La Ligue 1 2012-2013 est la soixante-quatorzième édition du championnat de France de football et la onzième sous l'appellation « Ligue 1 ». La division oppose vingt clubs en une série de trente-huit rencontres. Les meilleurs de ce championnat se qualifient pour les coupes d'Europe que sont la Ligue des Champions (le podium) et la Ligue Europa (le quatrième et les vainqueurs des coupes nationales). Le LOSC participe à cette compétition pour la cinquante-troisième fois de son histoire.
Les relégués de la saison précédente, le SM Caen, le Dijon FCO et l'AJ Auxerre, sont remplacés par le SC Bastia, champion de Ligue 2 en 2011-2012 après cinq ans d'absence, le Stade de Reims, 33 ans après sa dernière participation au plus haut niveau national, et l'ESTAC Troyes.

#### Journées 16 à 19
Extrait du classement de Ligue 1 2012-2013 à la trêve hivernale
| Rang | Équipe                | Pts | J  | G | N  | P | Bp | Bc | Diff |
| ---- | --------------------- | --- | -- | - | -- | - | -- | -- | ---- |
| 6    | Valenciennes FC       | 29  | 19 | 8 | 5  | 6 | 31 | 24 | +7   |
| 7    | Girondins de Bordeaux | 29  | 19 | 6 | 11 | 2 | 21 | 14 | +7   |
| 8    | LOSC Lille            | 29  | 19 | 7 | 8  | 4 | 24 | 18 | +6   |
| 9    | OGC Nice              | 29  | 19 | 7 | 8  | 4 | 26 | 26 | 0    |
| 10   | AS Saint-Étienne      | 27  | 19 | 7 | 6  | 6 | 24 | 14 | +10  |

#### Classement final et statistiques
Le LOSC termine le championnat à la sixième place avec 16 victoires, 14 matchs nuls et 8 défaites. Une victoire rapportant trois points et un match nul un point, le LOSC totalise 62 points soit vingt-et-un de moins que le leader, le Paris Saint-Germain (PSG). Les Lillois possèdent la quatrième attaque du championnat avec 59 buts marqués, ainsi que la sixième défense en encaissant 40 buts. Les dogues figurent également à la troisième place du classement du fair-play établi par la Ligue de football professionnel, avec 59 cartons jaunes et 3 cartons rouges.
Le Paris Saint-Germain est qualifié pour la phase de groupes de la Ligue des Champions 2013-2014 ainsi que l'OM, deuxième. L'Olympique lyonnais, troisième, participe aux barrages de la compétition pour tenter d'accéder à la phase de groupes. Les Girondins de Bordeaux, vainqueurs de la Coupe de France, se qualifient pour la phase de groupes de la Ligue Europa 2013-2014. L'OGC Nice, quatrième, et l'AS Saint-Étienne, vainqueur de la Coupe de la Ligue, obtiennent leur qualification pour les barrages de cette Ligue Europa. Les trois clubs relégués en Ligue 2 2013-2014 sont le Stade brestois après trois ans au plus haut niveau, l'AS Nancy-Lorraine qui était présent en première division depuis huit saisons et l'ES Troyes AC qui redescend après une seule saison en première division.
Extrait du classement de Ligue 1 2012-2013
| Rang | Équipe                 | Pts | J  | G  | N  | P  | Bp | Bc | Diff |
| --- | ---------------------- | --- | -- | -- | -- | -- | -- | -- | ---- |
| 1 | Paris Saint-Germain    | 83  | 38 | 25 | 8  | 5  | 69 | 23 | +46  |
| 2 | Olympique de Marseille | 71  | 38 | 21 | 8  | 9  | 42 | 36 | +6   |
| 3 | Olympique lyonnais     | 67  | 38 | 19 | 10 | 9  | 61 | 38 | +23  |
| 4 | OGC Nice               | 64  | 38 | 18 | 10 | 10 | 57 | 46 | +11  |
| 5 | AS Saint-Étienne       | 63  | 38 | 16 | 15 | 7  | 60 | 32 | +28  |
| 6 | LOSC Lille             | 62  | 38 | 16 | 14 | 8  | 59 | 40 | +19  |
| 7 | Girondins de Bordeaux  | 55  | 38 | 13 | 16 | 9  | 40 | 34 | +6   |
| - Phase de groupes de la Ligue des Champions 2013-2014 - Barrages de la Ligue des Champions 2013-2014 - Phase de groupes de la Ligue Europa 2013-2014 - Barrages de la Ligue Europa 2013-2014 - Troisième tour préliminaire de la Ligue Europa 2013-2014 |                        |     |    |    |    |    |    |    |      |

### Coupe de France
La coupe de France 2012-2013 est la 96e édition de la coupe de France, une compétition à élimination directe mettant aux prises tous les clubs de football amateurs et professionnels à travers la France métropolitaine et les DOM-TOM. Elle est organisée par la FFF et ses ligues régionales.

### Coupe de la Ligue
La Coupe de la Ligue 2012-2013 est la 19e édition de la Coupe de la Ligue, compétition à élimination directe organisée par la Ligue de football professionnel (LFP) depuis 1994, qui rassemble uniquement les clubs professionnels de Ligue 1, Ligue 2 et National. Depuis 2009, la LFP a instauré un nouveau format de coupe plus avantageux pour les équipes qualifiées pour une coupe d'Europe.
Étant qualifié pour la Ligue des champions, le LOSC joue à partir des huitièmes de finale de la Coupe de la Ligue.

### Ligue des champions
La Ligue des champions 2012-2013 est la cinquante-huitième édition de la Ligue des champions, la plus prestigieuse des compétitions européennes inter-clubs. Elle est divisée en deux phases, une phase de groupes, qui consiste en huit mini-championnats de quatre équipes par groupe, les deux premiers poursuivant la compétition et le troisième étant repêché en seizièmes de finale de la Ligue Europa. Puis une phase finale, décomposée en huitièmes de finale, quarts de finale, demi-finales et une finale qui se joue sur terrain neutre. En cas d'égalité, lors de la phase finale, la règle des buts marqués à l'extérieur s'applique puis le match retour est augmenté d'une prolongation et d'une séance de tirs au but s'il le faut. Les équipes sont qualifiées en fonction de leurs bons résultats en championnat lors de la saison précédente et le tenant du titre est le Chelsea FC, formation anglaises vainqueur des Bavarois du Bayern Munich lors de la séance de tirs au but (4-3).

#### Parcours en Ligue des champions
Ayant terminé troisième du championnat la saison précédente, le LOSC doit d'abord se défaire du FC Copenhague pour se qualifier pour la phase de groupes de la compétition.
Placé dans le troisième chapeau, le LOSC hérite d'un groupe composé du Bayern Munich, vice-champion d'Allemagne en 2011-2012, du Valence CF, troisième du championnat espagnol lors de l'exercice précédent, et du BATE Borissov, vainqueur du dernier championnat biélorusse.
| Rang | Équipe        | Pts | J | G | N | P | Bp | Bc | Diff |  | Résultats (▼ dom., ► ext.) | Drapeau de l'Allemagne | Drapeau de l'Espagne | Drapeau de la Biélorussie | Drapeau de la France |
| ---- | ------------- | --- | - | - | - | - | -- | -- | ---- |  | -------------------------- | ---------------------- | -------------------- | ------------------------- | -------------------- |
| 1    | Bayern Munich | 13  | 6 | 4 | 1 | 1 | 15 | 7  | +8   |  | Bayern Munich              |                        | 2-1                  | 4-1                       | 6-1                  |
| 2    | Valence CF    | 13  | 6 | 4 | 1 | 1 | 12 | 5  | +7   |  | Valence CF                 | 1-1                    |                      | 4-2                       | 2-0                  |
| 3    | BATE Borissov | 6   | 6 | 2 | 0 | 4 | 9  | 15 | -6   |  | BATE Borissov              | 3-1                    | 0-3                  |                           | 0-2                  |
| 4    | LOSC Lille    | 3   | 6 | 1 | 0 | 5 | 4  | 13 | -9   |  | LOSC Lille                 | 0-1                    | 0-1                  | 1-3                       |                      |

#### Coefficient UEFA
De par ses résultats dans cette Ligue des champions, le LOSC acquiert des points pour son coefficient UEFA, utilisé lors des tirages au sort des compétitions de l'UEFA.
| Rang 2013 | Rang 2012 | Évolution | Club              | 2008-2009 | 2009-2010 | 2010-2011 | 2011-2012 | 2012-2013 | Coefficient |
| --------- | --------- | --------- | ----------------- | --------- | --------- | --------- | --------- | --------- | ----------- |
| 1         | 1         | =         | FC Barcelone      | 28,662    | 30,585    | 36,642    | 34,171    | 27,542    | 157,605     |
| 2         | 4         | +2        | Bayern Munich     | 22,537    | 30,616    | 24,133    | 33,050    | 36,585    | 146,922     |
| 3         | 3         | =         | Chelsea FC        | 25,500    | 22,585    | 26,671    | 33,050    | 30,285    | 137,592     |
|           |           |           |                   |           |           |           |           |           |             |
| 47        | 53        | +6        | Fenerbahçe SK     | 6,400     | 12,520    | 2,420     | 1,020     | 24,040    | 46,400      |
| 48        | 45        | +3        | Standard de Liège | 10,900    | 17,740    | 0,920     | 15,020    | 1,300     | 45,880      |
| 49        | 50        | +10       | LOSC Lille        | 2,200     | 15,000    | 9,150     | 11,100    | 8,350     | 45,800      |
| 50        | 47        | -3        | Fulham FC         | 3,000     | 26,585    | 3,671     | 9,050     | 3,285     | 45,592      |
| 51        | 41        | -10       | RSC Anderlecht    | 0,900     | 14,740    | 5,920     | 14,020    | 9,300     | 44,880      |

### Matchs officiels de la saison
Le tableau ci-dessous retrace dans l'ordre chronologique les 52 rencontres officielles jouées par le LOSC Lille durant la saison. Le club lillois a participé aux 38 journées du championnat ainsi qu'à trois tours de Coupe de France, trois rencontres en Coupe de la Ligue et huit matchs sur le plan européen, via la Ligue des Champions. Les buteurs sont accompagnés d'une indication entre parenthèses sur la minute de jeu où est marqué le but et, pour certaines réalisations, sur sa nature (penalty ou contre son camp).
Le bilan général de la saison est de 22 victoires, 15 matchs nuls et 15 défaites.

## Effectif professionnel et encadrement techinique

### Effectif professionnel
Le tableau suivant liste l'effectif professionnel du LOSC Lille pour la saison 2012-2013.